# Maruša Zorec
Maruša Zorec, slovenska arhitektka, * 1965, Maribor.
Diplomirala je leta 1989 na Fakulteti za arhitekturo Univerze v Ljubljani, kjer je kasneje postala profesorica.
Po diplomi je bila samostojna kulturna delavka, nato je od leta 1989 do 1996 delala v projektivnem biroju Vojteha Ravnikarja. Leta 1997 je ustanovila svoj projektivni biro. Od leta 1993 predava na Fakulteti za arhitekturo Univerze v Ljubljani.
Ukvarja se s projektiranjem objektov malega merila, še posebej na področju varovane kulturne dediščine.

## Nagrade
Za svoja dela je prejela več arhitekturnih priznanj. Med pomembnejše sodijo:
- 2018 - Platinasti svinčnik Zbornice za arhitekturo in prostor za opus in vrhunske dosežke,[4]
- 2012 - Nagrada Prešernovega sklada za prenovo grajske pristave v Ormožu,
- 2012 - Steletovo priznanje za uspešno reševanje občutljivega arhitekturnega ravnovesja med historično vrednostjo objektov in novimi prostorskimi ter oblikovnimi posegi[5]
- 2011 -  nagrada piranesi za prenovo Naskovega dvorca v Mariboru,
- 2009 - Plečnikova nagrada za trg in zunanji oltar na Brezju,
- 2002 - Plečnikova medalja za monografijo in razstavo Oton Jugovec – arhitekt.[6]